# José Antonio Páez
José Antonio Páez Herrera (n. 13 iunie 1790, Curpa, Venezuela - d. 6 mai 1873, New York, SUA) a fost un general și om politic, președintele Venezuelei în perioadele 1830 – 1835, 1839 - 1843 și 1861-1863.